# Château de Montmuran
Le château de Montmuran est situé sur la commune des Iffs, dans le département d'Ille-et-Vilaine, entre Rennes (28 kilomètres) et Saint-Malo (49 kilomètres).
Il fait l’objet d’un classement au titre des monuments historiques depuis le 17 septembre 2003.

## Historique

### Antiquité
À l'époque gauloise, le centre politique des Coriosolites fut probablement initialement l'oppidum de Montmuran, avant d'être déplacé à Corseul (Fanum Martis).

### DuXIeauXIIesiècle

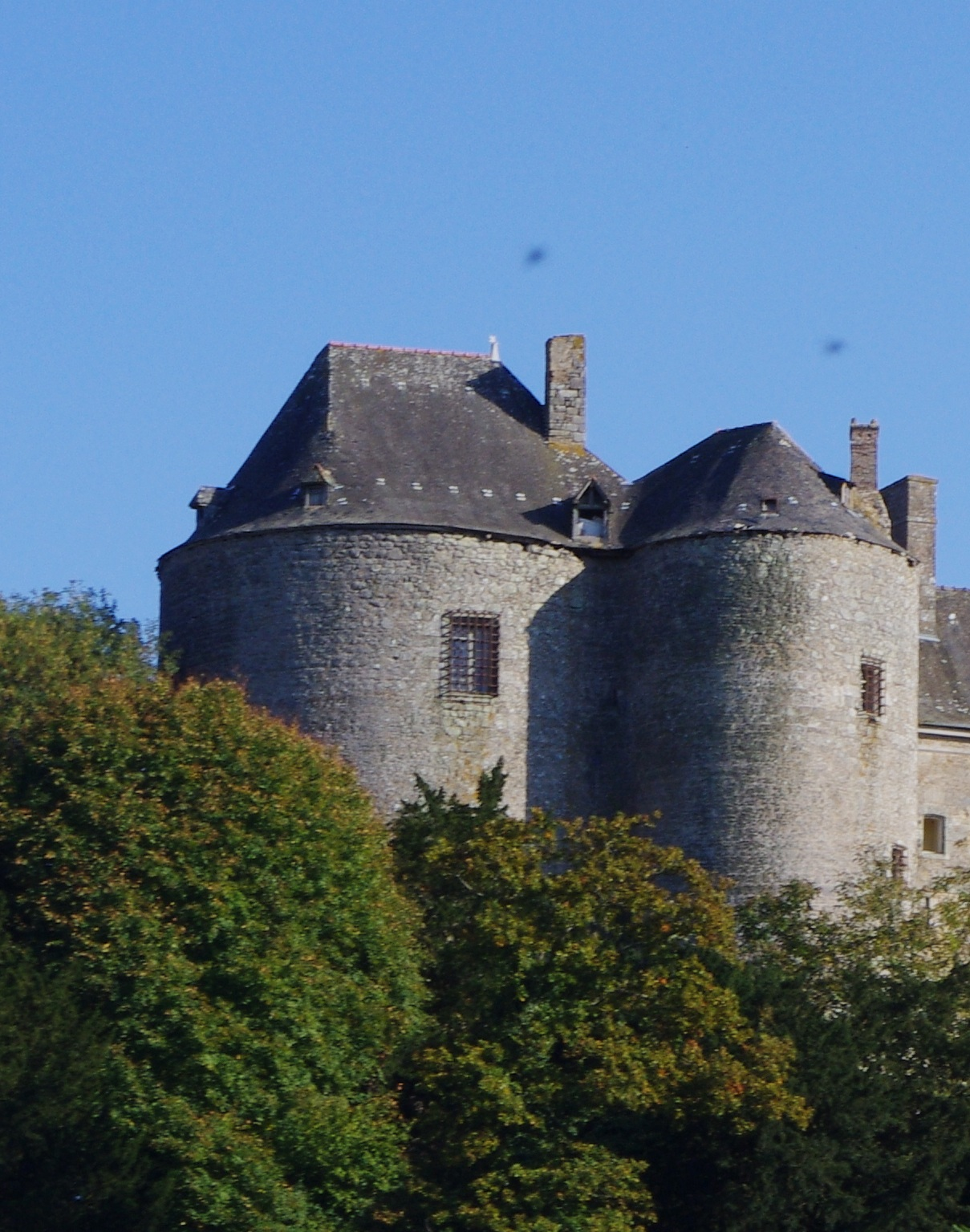
Le donjon du XIIe siècle.

En l'an 1032, Alain III de Bretagne fait construire l'abbaye Saint-Georges de Rennes afin d'y accueillir sa sœur Adèle,. Alain l'exprime ainsi et selon les termes de l'époque : « Moi, Alain, duc et prince de la nation bretonne, inquiet comme je pourrais échanger mes biens temporels contre ceux de l'éternité, voici que mon premier trésor, ma sour [sœur], le plus précieux que je possède sous le soleil, je l'ai offert à dieu… et selon son pieux désir, j'ai consacré son vou [vœu] de virginité perpétuelle… et je lui fait don d'un lieu convenable pour mener la vie du cloître. Il est situé à un stade du rempart de la ville de Rennes. »
Alain III adjoint à son offre la seigneurie de Tinténiac avec un droit de haute justice, que l'abbesse Adèle transforme en fief pour le chevalier Donoual, auquel elle demande de construire un château fort pour protéger ses terres. Le chevalier Donoual prendra le nom de Donoual de Tinténiac.
La famille de Tinténiac fait donc bâtir un premier château en 1036 sur le site même de la ville. Mais ce château, construit en bois comme les anciennes forteresses, est rapidement rasé en 1168 par les Plantagenêts.
Plus tard, dans le courant du XIIe siècle, l'abbesse, se sentant impuissante à mener à bien la défense de ses terres, demande la construction d'une véritable forteresse de pierre. En 1170 le seigneur de Tinténiac fait donc construire un nouveau château de pierre dont il subsiste au moins deux tours au sein du château actuel (dont le donjon).

### AuXIVesiècle

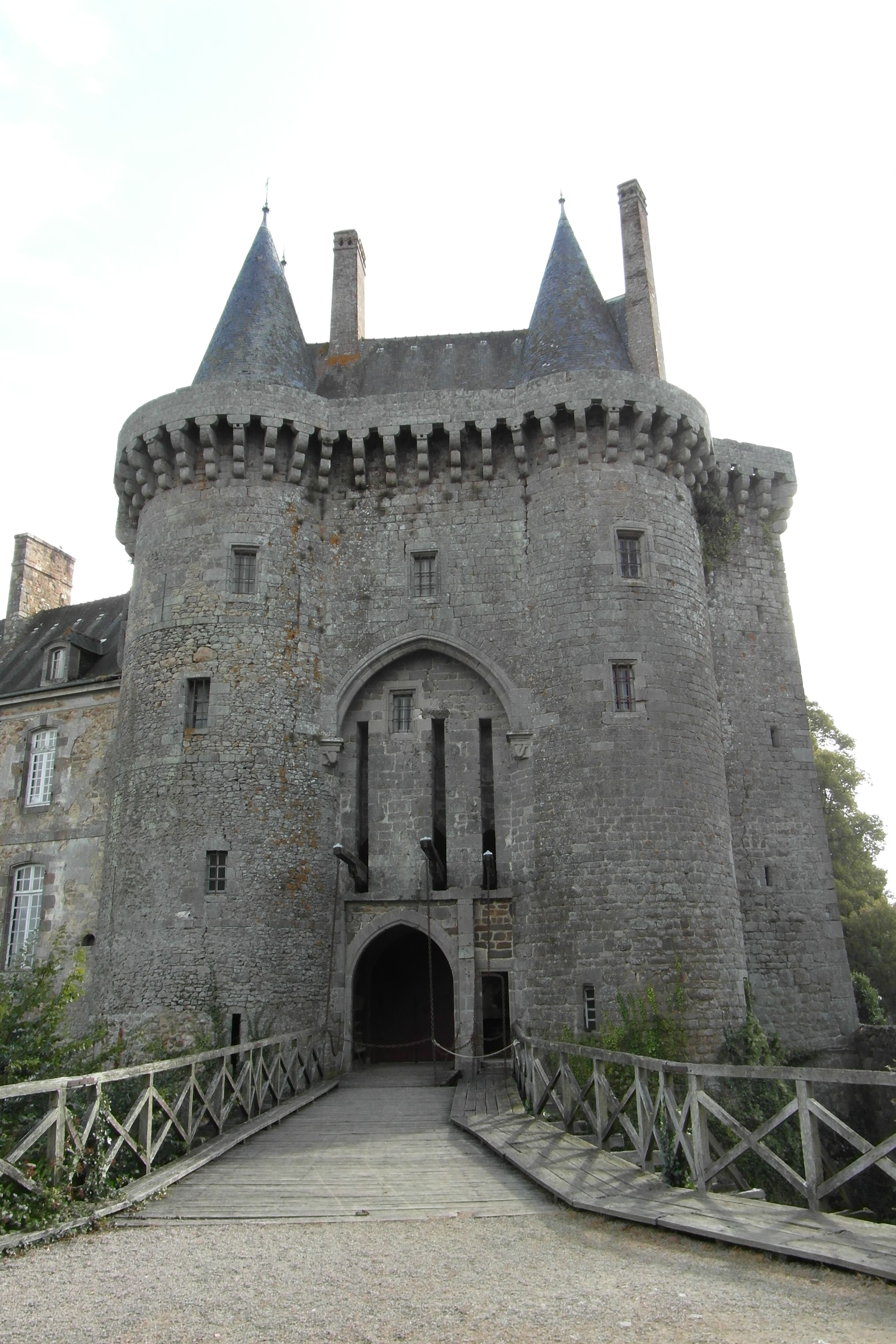
L'entrée du XIVe siècle.

Durant le XIVe siècle le château de Montmuran, composé en plus du donjon de sept tours reliées par des courtines, est la plus puissante forteresse de la région.
En 1352, au beau milieu de la guerre de Succession de Bretagne (1341-1364), le château passe à la famille de Laval (par Jean de Laval-Châtillon), une des plus illustres familles de France à l'époque et parente par alliance de la famille de Montfort qui régna sur le duché de Bretagne de 1364 à l'union définitive du duché au royaume de France en 1562.
En 1354, le jour du Jeudi saint, le chevalier Alacres de Marès (ou Elaste du Marais), Normand du pays de Caux, adoube chevalier Bertrand Du Guesclin dans la chapelle du château,, pour avoir, entre autres, héroïquement sauvé Montmuran des Anglais. Ces derniers, arrivant par surprise de Bécherel, à moins de dix kilomètres de là, furent stoppés net par Du Guesclin qui, ayant senti la chose, avait prévu leur venue en postant une trentaine d'archers le long d'un chemin qui porte aujourd'hui encore le surnom de « chemin sanglant ». S'il se dit encore que le chemin rougit du sang des combattants chaque fois que la pluie tombe, il faut aussi savoir que le sol en ces lieux est en partie composé d'oxyde de fer, de couleur rougeâtre, ce qui perpétue le symbole.
En 1374, Bertrand du Guesclin, alors connétable du roi de France et veuf de Tiphaine Raguenel, épouse Jeanne de Laval, petite fille de la dame de Tinténiac, toujours dans cette même chapelle du château, et devient propriétaire du domaine par alliance jusqu'en 1380, date de sa mort devant Châteauneuf-de-Randon en Lozère.
Jeanne de Laval se remarie avec son propre cousin en 1384, Guy XII de Laval, de manière que le château reste dans la famille.

### AuXVIesiècle
En 1547, la dernière descendante des Laval, Charlotte de Laval, épouse l'amiral de Coligny dans la chapelle du château. Nommé grand amiral de France en 1552 par le roi Henri II, Gaspard de Châtillon, seigneur de Coligny, est plus tard victime du massacre de la Saint-Barthélemy.
La famille de Coligny occupe Montmuran jusqu'en 1643. Durant toute cette période elle contribue très notablement au développement économique de la région.

### DuXVIIesiècleà nos jours

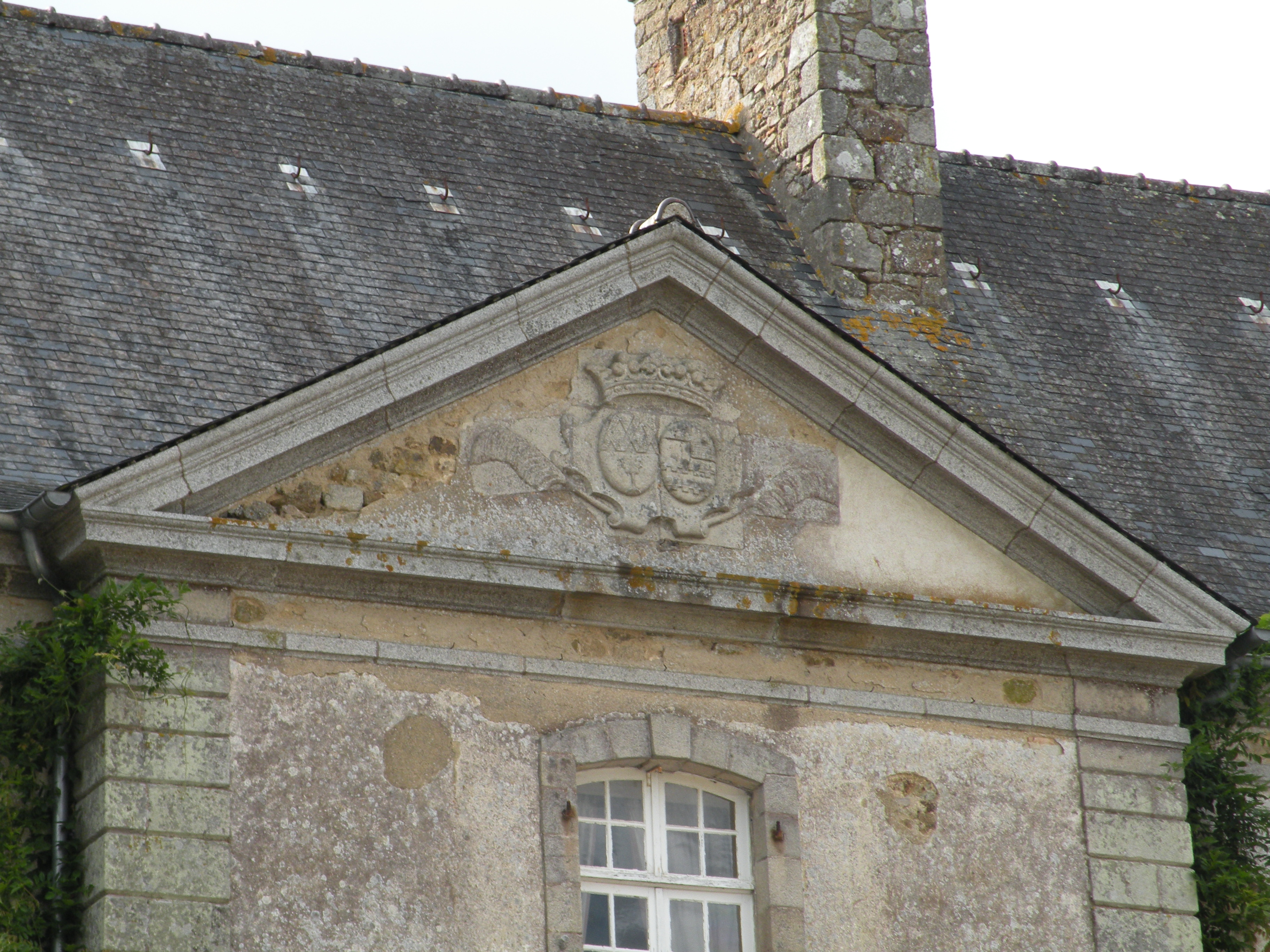
Fronton et armes,.

De 1643 à 1662 la famille écossaise francisée Hamilton habite le château (cf. l'article Gaspard). En 1662, c'est au tour de Gilles Huchet de la Bédoyère d'acheter le château, mais, en 1664, Henri Pélage de Coëtquen, seigneur de Combourg, invoque un droit de retrait lignager en prouvant une lointaine parenté avec Charlotte de Laval, épouse de Coligny. Coëtquen annule donc le contrat de vente et devient propriétaire du château jusqu'en 1693.
De 1693 à 1750, c'est la famille de Mornay qui habite Montmuran, avant qu'en 1750 le comte Joseph Marie de la Motte (branche de la Motte Rouge, maison de Dinan), ne le rachète, mais celui-ci émigre dans les îles anglo-normandes en 1789 à l'aube de la Révolution française.
La Révolution ne sera pas tendre avec le château, mais c'est surtout en 1889 qu'une main malveillante incendie une partie de celui-ci.
Le château est saisi comme bien national puis revendu en 1794 à la famille Bizien du Lézard qui en reste propriétaire jusqu'en 1888.
À cette date, c'est monsieur de La Villéon, descendant de Jean Baptiste François de La Villéon, qui rachète Montmuran, resté dans la famille de La Villéon depuis.
Le château se voit classé au titre des monuments historiques le 17 septembre 2003 alors que les dépendances sont inscrites depuis le 26 septembre 2000.
En 2020, une poutre du plafond s'écroule et, en 2022, un important chantier de restauration est lancé après la découverte de mérule dans la charpente du château. En 2023, le château reçoit une aide de 300 000 € grâce au Loto du patrimoine. Les travaux se sont terminés en juillet 2024. 
Le château est ouvert à la visite les après-midi d'été, lors de la nuit des châteaux et des journées du patrimoine. Il sert également de lieu de réception pour des mariages et de lieu de tournage.

## Description
Le château actuel, auquel on accède par une allée boisée, est composé de deux tours du XIIe siècle au nord, d'un imposant châtelet du XIVe siècle composé de deux tours avec mâchicoulis encadrant l'entrée défendue par une herse, des douves, et deux ponts-levis toujours en état de marche. La partie centrale, comportant une enfilade de salons, est un corps de logis qui date quant à lui du XVIIe siècle mais a été remanié au XVIIIe siècle. Le château dispose aussi d'une orangerie du XVIIIe siècle et de différentes dépendances de la même époque. Sa position dominante et ses parterres en terrasse offrent une vue panoramique sur la campagne environnante.

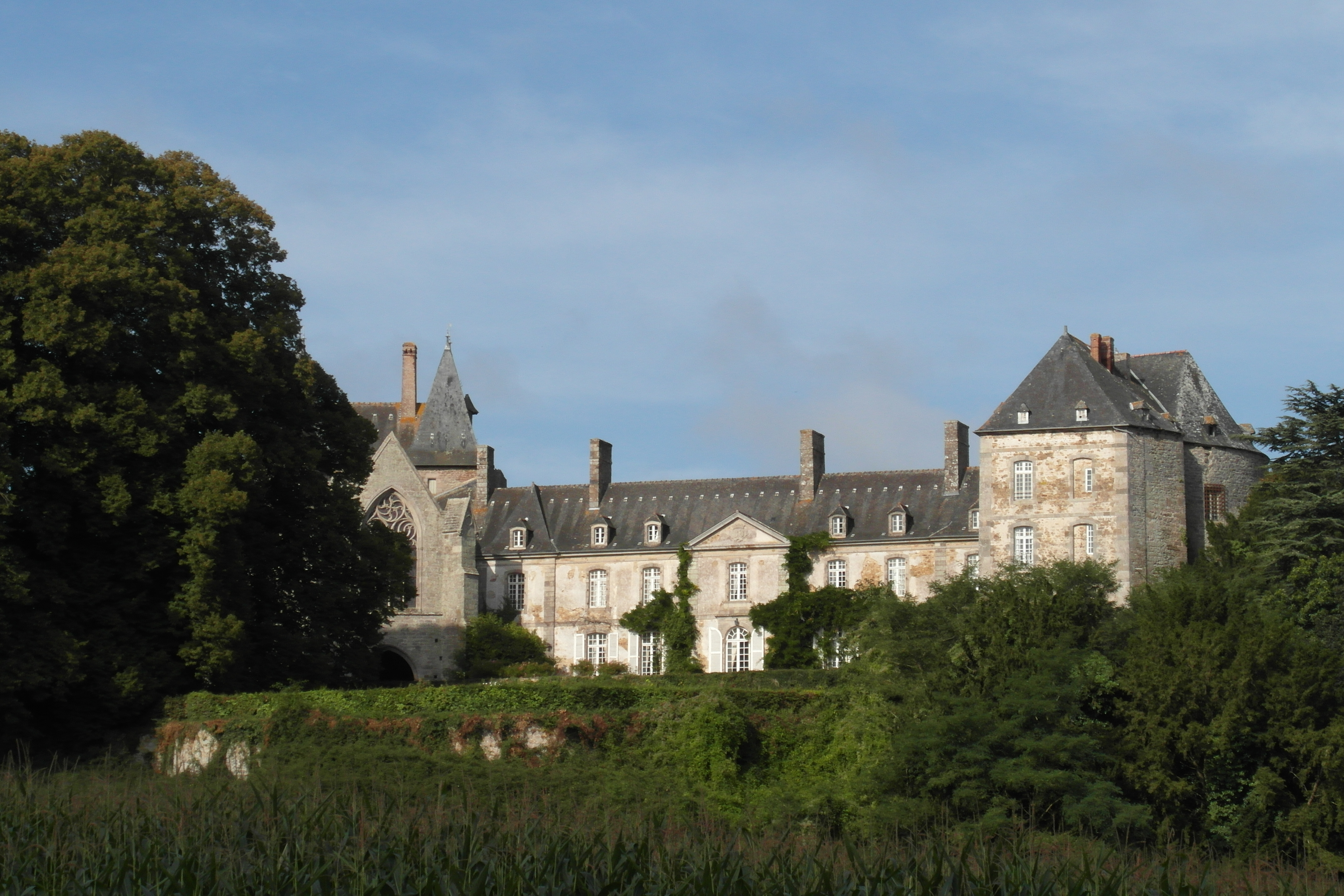
Vue depuis la terrasse arrière.
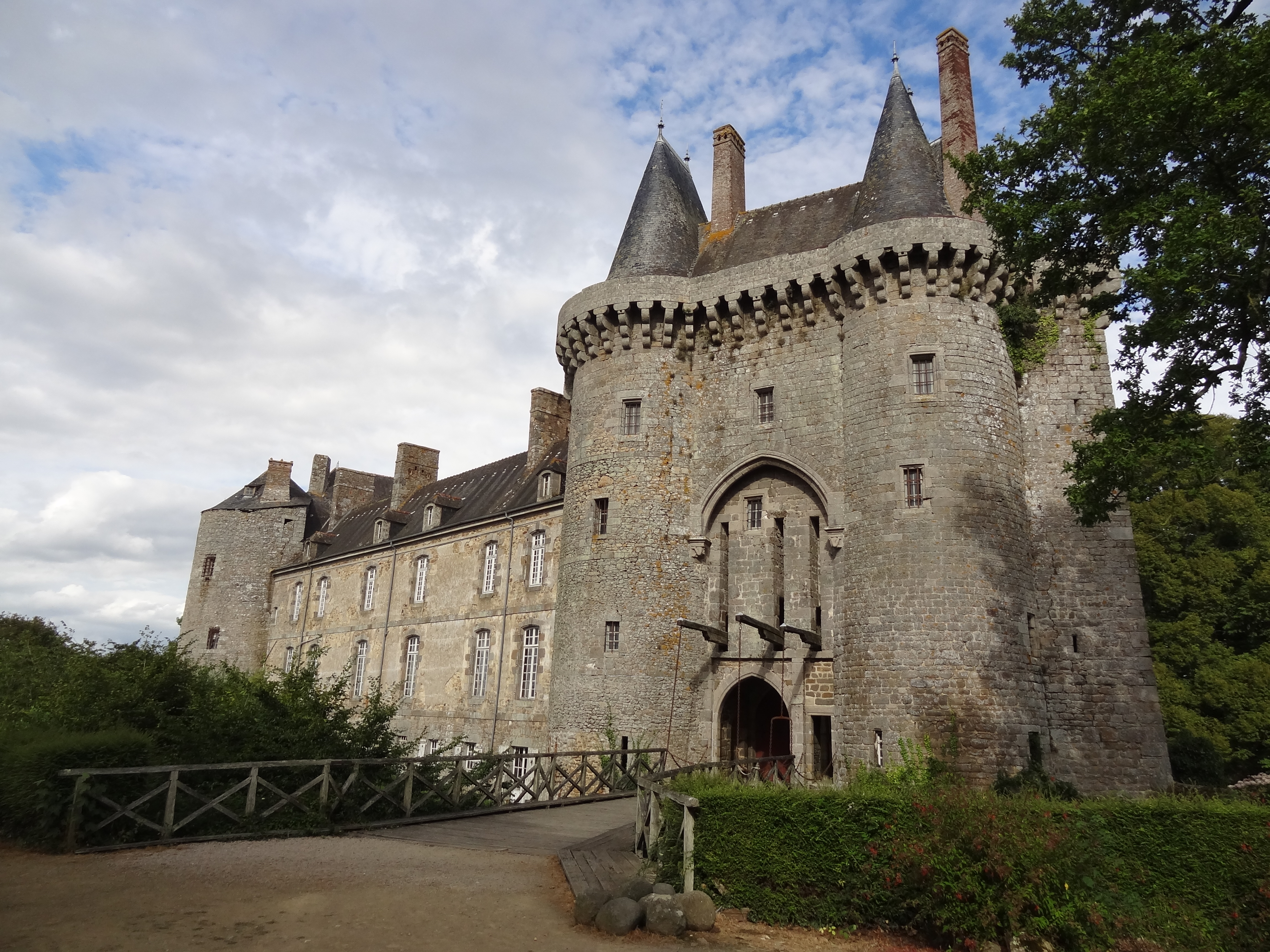
Entrée du pont-levis.
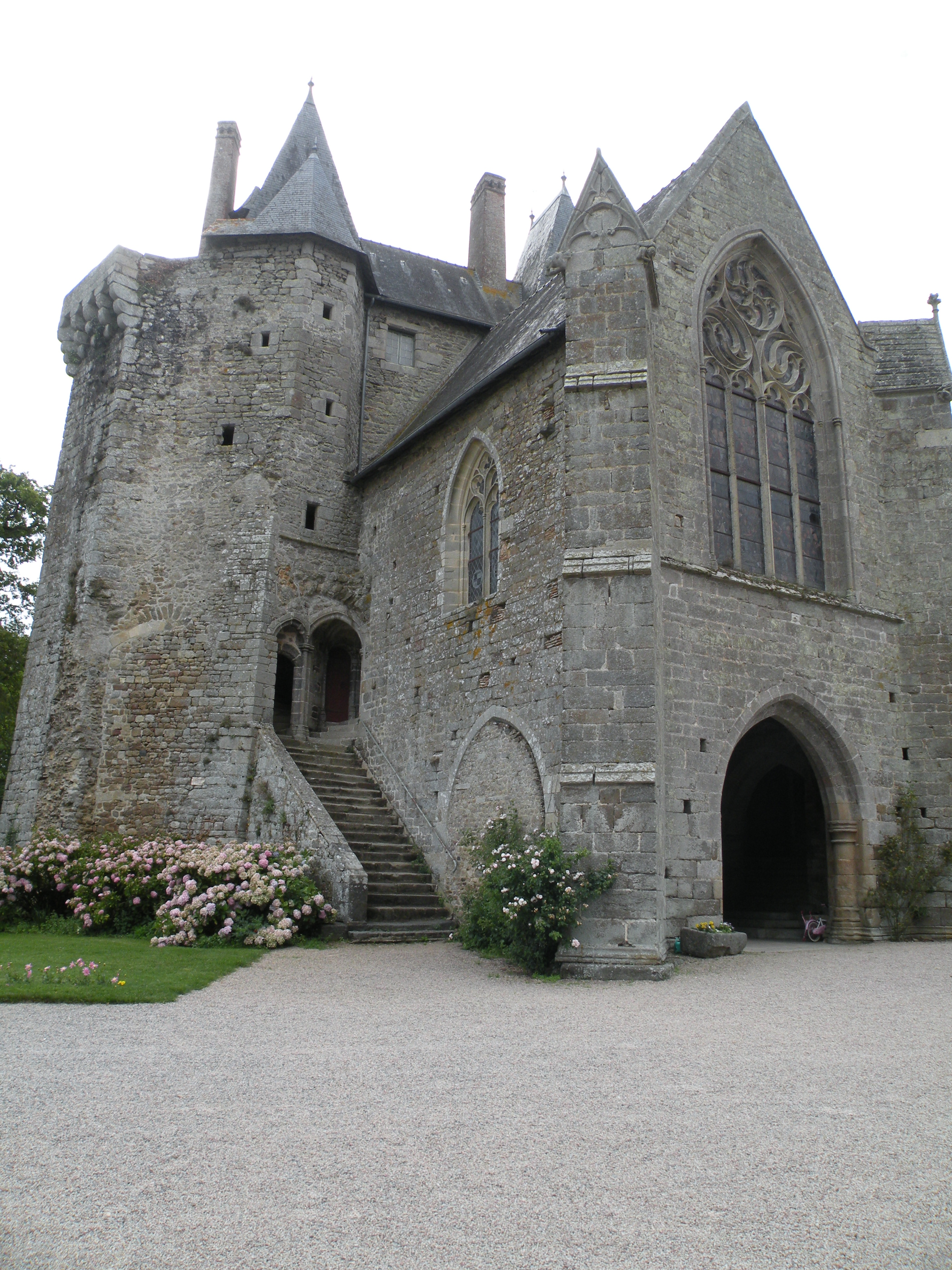
La chapelle.
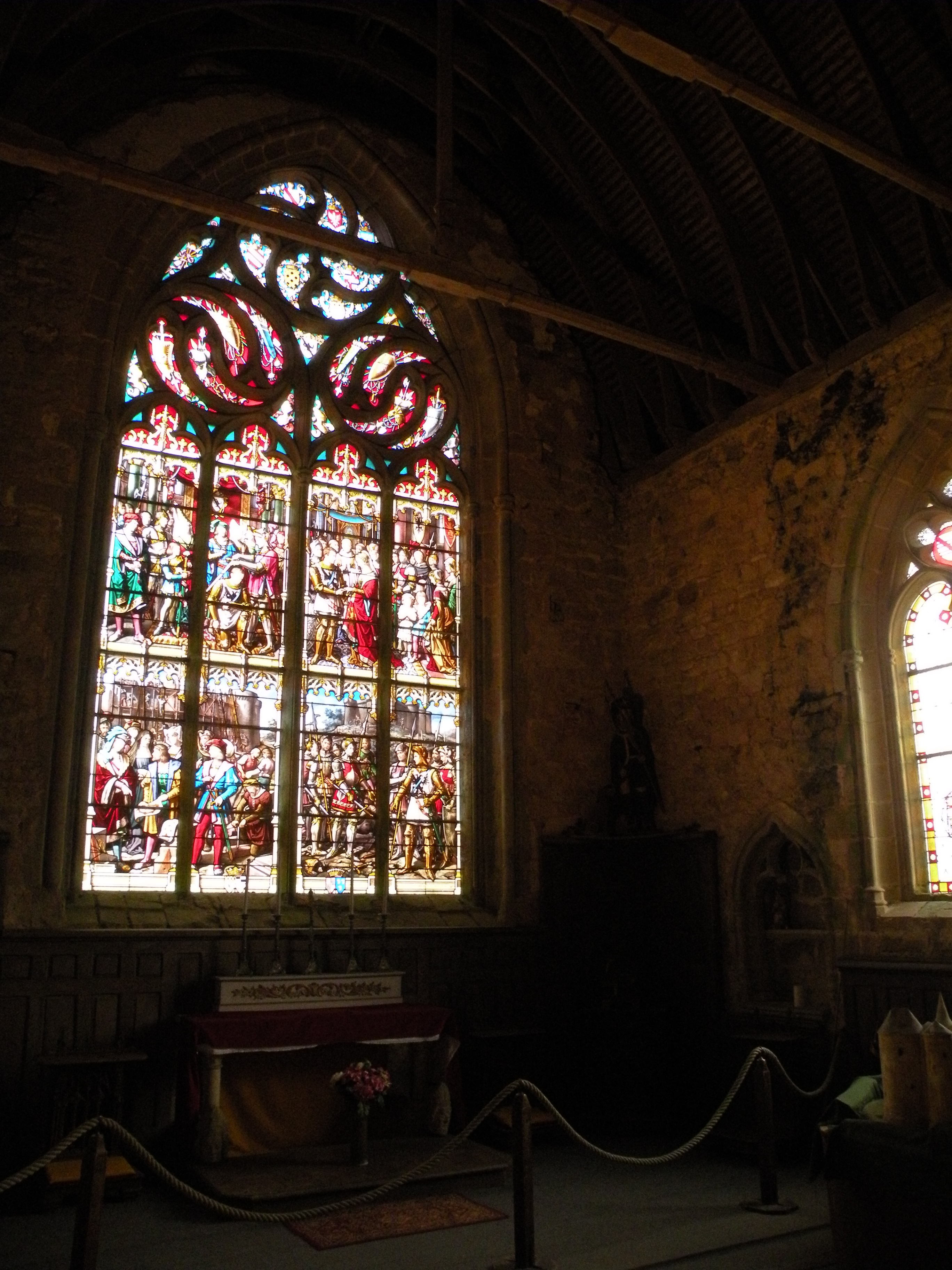
Intérieur de la chapelle, vitraux aux écussons de France et de Montmorency-Laval.
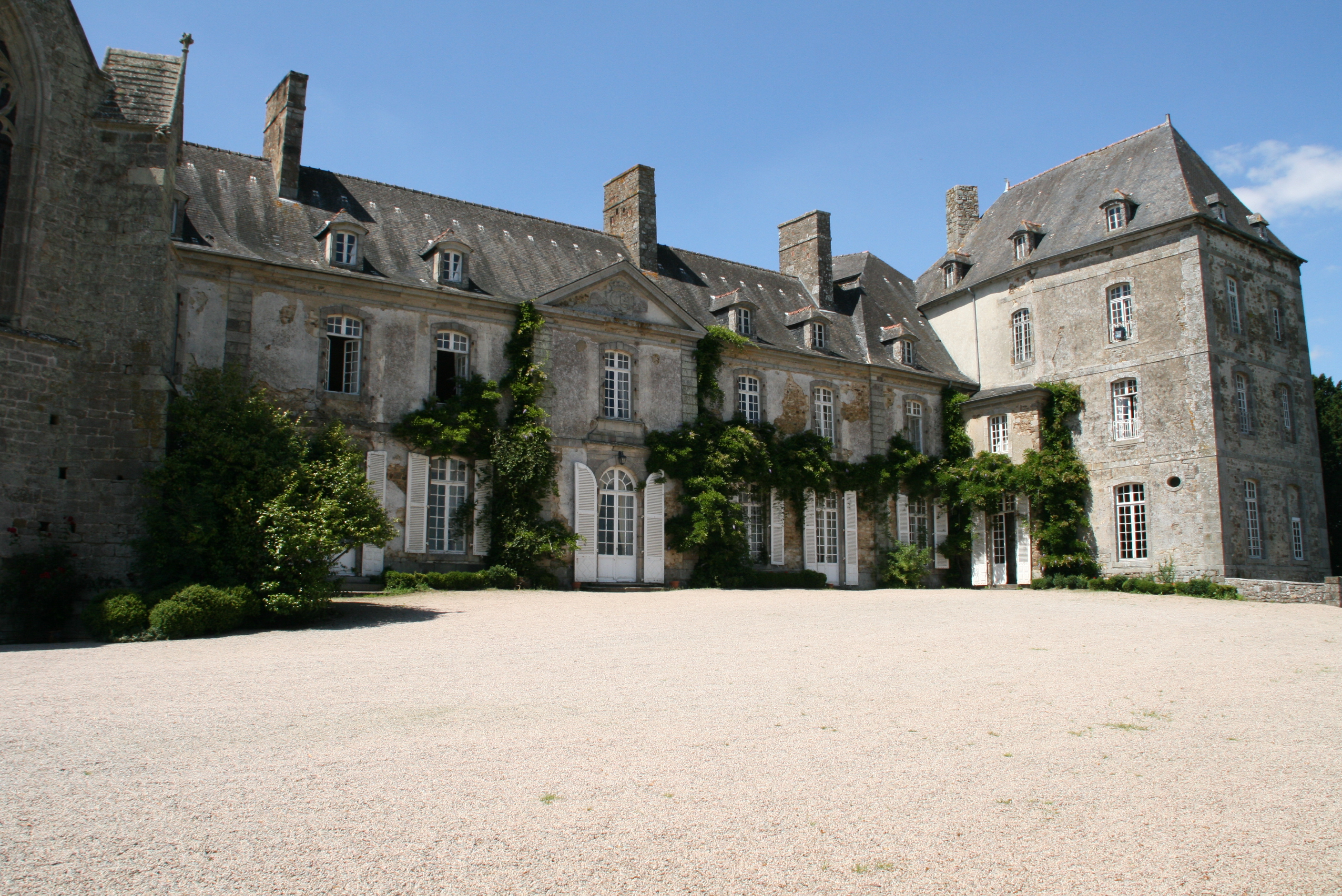
Façade du XVIIe siècle.

### Iconographie
Le peintre Emmanuel de La Villéon a réalisé des tableaux du château.

## Tournages
Le château servit de lieu de tournage pour Belle Dormant en 2015 et L’île de la demoiselle en 2024.